# Prêmio APCA de Rádio
Prêmio APCA de Rádio é uma das áreas laureadas pelo Prêmio APCA, tradicional premiação brasileira criada em 1956 pela Associação Paulista de Críticos Teatrais (atual Associação Paulista de Críticos de Arte). A área de Rádio passou a ser parte do Prêmio APCA em 1980.
Os ganhadores do Prêmio APCA são escolhidos anualmente entre o final de novembro e o início de dezembro durante a reunião dos críticos membros da APCA. Algumas categorias podem ter uma pré-seleção semestral de finalistas, de acordo com a necessidade. Cada crítico vota exclusivamente dentro de sua área de atuação, selecionando, no máximo, sete categorias em cada área, que podem sofrer alterações a cada ano de acordo com a percepção dos críticos sobre o que seria mais pertinente em cada período (esta regra passou a valer em 1999, pois até 1998 o número de categorias que poderiam ser criadas era livre). Também há a exigência de que um mínimo de três críticos de cada área estejam presentes à votação, o que pode fazer com que não ocorra premiação para determinadas categorias em alguns anos por falta de quórum (houve raras exceções a essa regra no decorrer dos anos).
Em 2020, devido à pandemia de COVID-19, os vencedores da 65.ª edição do Prêmio APCA foram definidos com atraso (em janeiro de 2021) e cada área teve excepcionalmente menos categorias do que nos anos anteriores (no caso de Rádio, três categorias ao invés de sete).

## Vencedores por ano

### 2024
| Categoria                | Vencedor |
| ------------------------ | --- |
| Grande prêmio da crítica | Cobertura do Grupo Bandeirantes de Rádio na abertura das Olimpíadas de Paris, com Sônia Blota e Elia Júnior. |
| Destaque do ano          | Clube do Livro Eldorado, com Roberta Martinelli Eldorado FM                                                  |
| Podcast                  | Rádio Novelo                                                                                                 |
| Produção                 | Alexandre Ingrevallo, pelo programa Estúdio 77 Rádio Cultura Brasil                                          |
| Programa musical         | Backstage, com Vitão Bonesso Kiss FM                                                                         |
| Programação cultural     | Cultura na USP, com Elcio Silva USP FM                                                                       |
| Programa de variedades   | Revista CBN, com Petria Chaves CBN                                                                           |

Votaram: Fausto Silva Neto, Marcelo Abud, Maria Fernanda Teixeira e Magaly Prado

### 2023
| Categoria                        | Vencedor                                              |
| -------------------------------- | ----------------------------------------------------- |
| Melhor Programação               | Rádio Baruk FM, com Afrânio Wanderley                 |
| Melhor programa de rádio/podcast | CBN Noite Total, com Tânia Morales CBN                |
| Melhor produção                  | Guilherme Cimatti Rádio Bandeirantes                  |
| Melhor sonoplastia               | Imagina Só - Histórias para Crianças Superplayer & Co |
| Melhor profissional de rádio     | Walkíria Brit, Alpha By Night Alpha FM                |
| Programação Musical/Cultural     | Diversas, com Fabiana Ferraz Cultura Brasil           |
| Cobertura Cultural               | Festival “The Town!”, pela Mix FM                     |

Votaram: FFausto Silva Neto, Marcelo Abud, Maria Fernanda Teixeira e Fabio Siqueira.

### 2022
| Categoria                       | Vencedor                                                                                           |
| ------------------------------- | -------------------------------------------------------------------------------------------------- |
| Grande prêmio da crítica        | Silvio Di Nardo (in memorian), radialista e crítico que mais participou do júri de rádio da APCA.  |
| Valorização do rádio            | 100 anos de Rádio USP FM. Apresentação e produção sonora: Cido Tavares; Produção: Heloísa Granito. |
| Melhor programa                 | Quem ama, não esquece Band FM                                                                      |
| Apresentação                    | Paulo Galvão CBN Madrugada (CBN)                                                                   |
| Produção                        | Silvania Alves O Pulo do Gato (Rádio Bandeirantes)                                                 |
| Podcast                         | Mano a Mano, com Mano Brown Spotify                                                                |
| Produção e apresentação musical | Fabiane Pereira Novabrasil FM / site Papo de Música                                                |

Votaram: Fausto Neto , Marcelo Abud e Fabio Siqueira

### 2021
| Categoria               | Vencedor                                                                              |
| ----------------------- | ------------------------------------------------------------------------------------- |
| Prêmio especial do júri | Rádio Cultura Brasil                                                                  |
| Podcast                 | Paciente 63, com Mel Lisboa e Seu Jorge Spotify                                       |
| Produção                | Emanuel Bonfim e Leandro Cacossi Fim de Tarde Eldorado (Rádio Eldorado)               |
| Apresentação            | Danilo Gobatto Antenados (Rádio Bandeirantes, Portal Band, YouTube, Spotify e outros) |
| Destaque em cultura     | Contraponto, com João Marcello Bôscoli Rádio Cultura Brasil                           |

Votaram: Fausto Silva Neto, Marcelo Abud, Marco Antônio Ribeiro e Maria Fernanda Teixeira

### 2020
| Categoria            | Vencedor |
| -------------------- | --- |
| Valorização do rádio | Luiz Fernando Magliocca, que esteve ligado a momentos importantes do rádio, desde os anos 70                                                                                                 |
| Profissional do ano  | José Eduardo Piedade Catalano, mais antigo radialista profissional na ativa, que comemorou 72 anos de trabalho, na apresentação de programas na Rádio Difusora de Santa Cruz do Rio Pardo/SP |
| Podcast              | Atenção, silêncio no ar Criação, produção e apresentação do radialista César Rosa. Em pauta, a história do rádio FM paulistano                                                               |

Votaram: Fausto Silva Neto, Marcelo Abud, Marco Antônio Ribeiro e Maria Fernanda Teixeira

### 2019
| Categoria                                  | Vencedor                                                                                     |
| ------------------------------------------ | -------------------------------------------------------------------------------------------- |
| Programa jornalístico                      | Radar Noticioso Rede Metropolitana (Vale do Paraíba)                                         |
| Apresentador (jornalismo)                  | Roberto Nonato CBN                                                                           |
| Produtor/apresentador (musical - popular)  | Jones Mendes e Tonho Prado Coração Sertanejo (Nativa FM)                                     |
| Produtor/apresentador (musical - pop/rock) | André Góis Hora da Vitrola (Eldorado FM)                                                     |
| Produtor/apresentador (entretenimento)     | Domenico Gatto, Silvio Ribeiro, Marcos Aguena e Bernardo Veloso Morde & Assopra (Energia 97) |
| Webrádio                                   | Web Vintage Radio Link                                                                       |
| Podcast                                    | Meio Rádio Link                                                                              |

Votaram: Fausto Silva Neto, Marcelo Abud, Marco Antonio Ribeiro e Maria Fernanda Teixeira

### 2018
| Categoria                     | Vencedor                                                                      |
| ----------------------------- | ----------------------------------------------------------------------------- |
| Prêmio Especial do Júri       | "Música do Bem - A Nova Brasil tirou o sangue das músicas"Rede Nova Brasil FM |
| Prêmio especial do júri       | Grupo Bandeirantes de Rádio, pela cobertura da Copa do Mundo da Rússia 2018   |
| Produção (musical)            | Sergio Sagitta Sons do Brasil (USP FM)                                        |
| Produção (entretenimento)     | Dani Taranha e PH Dragani Dois da Tarde (89 FM)                               |
| Apresentador (entretenimento) | Fábio Malavoglia Rádio Metrópolis (Cultura FM)                                |
| Apresentador (musical)        | Guaracy Jr. Brasil Viola Atual / Rádio Brasil Atual                           |
| Homenagem especial            | Salomão Ésper Rádio Bandeirantes                                              |

Votaram: Fausto Silva Neto, Marcelo Abud e Marco Antonio Ribeiro

## 2017
- Prêmio Especial do Júri: "Música do Bem - A Nova Brasil tirou o sangue das músicas" - Rede Nova Brasil FM
- Produtor (programa musical): Oswaldo Luiz "Colibri" Vitta - "Hora do Rango", Rádio Brasil Atual
- Produtor (entretenimento): Antonio Viviani e Nicola Lauletta - "Voz Off"
- Produtor (jornalismo): Heloísa Granito - "Via Sampa", USP FM
- Melhor apresentador: Eli Correia - "Que Saudade de Você" , Rádio Capital
- Grande Prêmio da Crítica: "Especial Cultura FM 40 anos" - Cultura FM
- Homenagem Especial: Joseval Peixoto - Jovem Pan.

Votaram: Fausto Silva Neto, Marcelo Abud e Marco Antonio Ribeiro.

## 2016
Prêmio Especial do Júri: Bradesco Esportes FM (cobertura da Olimpíada Rio 2016)

Humorista: Emerson França ("Band Bom Dia", Band FM)

Apresentador (entretenimento): Serafim Costa Almeida ("Banda de Todas as Bandas", Rádio Capital)

Produtor (entretenimento): Mariana Piza ("Programa Maritaca", Rádio Vozes) 

Produtor jornalístico: Renan Sukevicius ("Em Alta Frequência", BandNews FM)

Repórter: Marcel Naves ("Blitz Estadão", Rádio Estadão)

Colunista: Claudio Zaidan ("Esporte Notícia" e "Esporte Notícia Internacional", Rádio Bandeirantes)

Votaram: Fausto Silva Neto, Marcelo Abud, Marco Antonio Ribeiro e Silvio di Nardo.

## 2015[13]
- Grande Prêmio do Juri - Ricardo Boechat (Band News FM)
- Variedades - "Jovem Pan Morning Show", com Edgard Piccoli, José Armando Vanucci, Gustavo Braun, Paula Carvalho, Dani Taranha e Gustavo Polloni (Jovem Pan)
- Humor - "Do Balaco Baco, Dois ponto Zé", com Zé Luiz, Rafaella Rondelli, Yuri Danka e Bruna Thedy (89 FM)
- Destaque do ano - "Back to Black", com Sergio Scarpelli (Eldorado FM)
- Cultura Geral - "Cultura Agora", com Cirley Ribeiro (Cultura FM)
- Musical - "Alquimia", com Simone Moon (USP FM)
- Colunista de Rádio - Mônica Bergamo (BandNews FM)

Votaram: Fausto Silva Neto, Fernanda Teixeira, Marco Antonio Ribeiro e Sílvio Di Nardo.

## 2014[14]
- Prêmio Especial do Juri: Milton Jung – Jornal da CBN 1.ª edição
- Internet: Plug Rádio USCS – Universidade Municipal de São Caetano do Sul
- Musical: Espaço Rap 2, com Fábio Rogério – 105 FM (Jundiaí)
- Humor: "Plantão de Notícias", com Maurício Menezes, Sérgio Ricardo e Hélio Jr. – Rádio Globo AM
- Variedades: "No Mundo da Bola", 25 anos, com Flávio Prado – Jovem Pan
- Cultura Geral: "Estadão Noite", com Emanuel Bonfim e Júlio Pacheco – Rádio Estadão
- Destaque do Ano: "Um Pouquinho de Brasil', com Omar Jubran – Cultura FM

Votaram: Fausto Silva Neto, Marco Antonio Ribeiro e Sílvio Di Nardo.

## 2013
- Grande Prêmio da Crítica: 89 FM – pelo retorno da Rádio Rock
- Internet: Rádio Sarau – www.radiosarau.com
- Musical: Ricardo Corte Real – Programa "Jazz Caravan" – USP FM e Rádio Educativa FM de São José do Rio Preto
- Revelação: "Programa João Carlos Martins" – Cultura FM - SP
- Humor: Diguinho Coruja - Programa Band Coruja – Band FM
- Prêmio Especial do Juri: Roberto Carmona – Transamérica FM – pelos 50 anos de reportagem esportiva
- Variedades: Panelinha no Rádio, com Rita Lobo – Rádio Estadão AM/FM

Votaram: Fausto Silva Neto, Marco Antonio Ribeiro e Sílvio Di Nardo.

## 2012
- Grande Prêmio da Crítica: Rádio Bandeirantes – 75 anos
- Internet: "Rádio Nor Tum Tum Tum", com Sergio Vasconcelos - Rádio Vitrola.net
- Musical: "Chocolate Quente", com Paula Lima (Eldorado FM)
- Cultura: "Palavra do Reitor", com Milton Parron e João Grandino Rodas (USP FM)
- Humor: "Rachando o Bico", com Alexandre Porpetone (Transamérica FM)
- Iniciativa: Projeto Troféu Catavento (Rádio Cultura Brasil)
- Variedades: "No Divã com Gikovate", com Flávio Gikovate (CBN)

Votaram: Marco Ribeiro, Fausto Silva, Cesário Oliveira e Sílvio Di Nardo

## 2011
- Grande Prêmio da Crítica: Rádio CBN – 20 anos no ar
- Prêmio Especial do Juri: "Dois diretores em cena", com Nilton Travesso e Antonio Augusto Amaral de Carvalho – Jovem Pan
- Musical: "O Sul em Cima", com Kleyton Ramil – USP FM
- Internet: Web Rádio FAAP – emissora educativa da Fundação Armando Álvares Penteado
- Humor: "O Palhacinho", com Domenico Gatto – Energia 97 FM
- Esportivo: "Papo de Craque", com André Galvão, Thomaz Rafael, Henrique Guilherme, Oscar Roberto Godói, Ronaldo Giovanelli, Oswaldo Maciel e equipe de esportes da Transamérica – Rádio Transamérica FM São Paulo
- Variedades: "Gira Brasil" – Rádio Estadão-ESPN

Votaram: Marco Ribeiro, Cesário Oliveira e Sílvio Di Nardo.

## 2010
- Grande Prêmio da Crítica: "CBN Esporte Clube", com Juca Kfouri - pelos 10 anos em defesa da ética no esporte
- Programa Infantil: "Assobio 49" - USP FM
- Revelação: "Segunda-Feira sem Lei", com Pitty, Beto Bruno e Daniel Weskler - Transamérica Pop
- Internet - "Momento Maia", com Roberto Maia - Rádio Uol
- Humor: "Jackson Five" - com Marco Luqui - Rádio Mix FM
- Melhor cobertura jornalística: Eldorado/ESPN - pela cobertura da Copa do Mundo
- Prêmio Especial do Júri: "Tenho uma Banda" - Rádio UFSCar (Universidade Federal de São Carlos)

Votaram: Marco Ribeiro, Marcos Lauro, Cesário Oliveira e Sílvio Di Nardo.

## 2009
- Grande Prêmio da Crítica: Antônio Augusto Amaral de Carvalho, pelo livro Ninguém faz Sucesso Sozinho
- Prêmio Especial do Júri: "Radar Cultura" - Rádio Cultura Brasil
- Humor: "Galera Gol" - Transamérica Pop
- Programa Infantil: "Rádio Pipoca", Rádio USP
- Programa de Variedades: "Rádio Sucupira" - CBN
- Internet: "Garagem", com André Barcinski e Paulo Cesar Martin - ShowLivre.com
- Revelação: "Devaneio", com Juca de Oliveira - Band News FM

Votaram: Marcos Ribeiro, Marcos Lauro, Cesário Oliveira e Sílvio Di Nardo

## 2008
- Programa ao Vivo: "Grandes Encontros" / Eldorado FM
- Revelação: "Pajero Sport Specials" / Mitsubishi FM
- Internet: Rádio Heineken
- Humor: "Rádio Matraca", com Laert Sarrumor, Ayrton Mugnaini Jr e Alcione Sana / USP FM
- Musical: "Sala de Música", com João Carlos Santana / CBN
- Variedades: "Caminhos Alternativos", com Petria Chaves e Fabíola Cidral / CBN
- Grande Prêmio da Crítica: "Escola Voluntária", em parceria com o Instituto Itaú Cultural / Bandeirantes AM

Votaram: Cesário Oliveira, Marco Ribeiro, Marcos Lauro, Sílvio Di Nardo. 

## 2007
- Grande Prêmio da Crítica: Rádio Eldorado AM –pelo ingresso no setor esportivo em parceria com a Rádio ESPN
- Musical: "Sala dos Professores", com Daniel Daibem (Eldorado FM)
- Variedades: "Fim de Expediente", com Dan Stulbach, José Godoy Garcia e Luis Gustavo Medina (CBN)
- Cultura: "Noites Paulistanas", com Janaína Barros (CBN)
- Internet: Podcast Muqueca de Siri
- Humor: "Energia na Véia", com Silvio Ribeiro (Rádio Energia 97)
- Programa: "Plug Eldorado", com Pierluigi Piazzi e Tarcísio de Carvalho (Eldorado AM)

Votaram: Marcos Lauro, Marco Ribeiro e Sílvio Di Nardo. 

## 2006
- Grande Prêmio da Crítica: Arnaldo Jabor - CBN
- Musical: "Solano Ribeiro e a Nova Música do Brasil" - Rádio Cultura
- Cultura Geral: "A Voz Popular", Luís Antônio Giron - Rádio Cultura
- Internet: Rádio Metodista - Universidade Metodista de São Paulo
- Humor: "Buemba Buemba" - José Simão - Band News FM
- Iniciativa: "Rádio Parachoque" - Rádio Eldorado

Votaram: Marco Ribeiro, Miriam Ramos e Sílvio Di Nardo

## 2005
- Humor: "Porteiro Zé", da 89 FM
- Variedades: "Trip Eldorado", produção da Revista Trip, na Rádio Eldorado FM
- Cultura Geral: "Você é curioso?", com Marcelo Duarte e Silvânia Alves, - Rádio Bandeirantes
- Musical: "O samba pede passagem", com Moisés da Rocha, - Rádio Capital AM
- Produção universitária: "Programa do Estudante", - Rádio Cultura
- Revelação do ano: "Chic", - Rádio Eldorado FM
- Grande Prêmio da Crítica: "Quadrante", com Paulo Autran, - Rádio Band News FM

Votaram: Marco Ribeiro, Miriam Ramos e Regina Augusto.

## 2004
- Cultura Geral - Nossa Língua Portuguesa, com Pasquale Cipro Neto, na Rádio Cultura
- Musical - "Jazzmasters", com Paulo Mai, na Rádio Eldorado FM
- Variedades - "Rádio ao Vivo", com Thiago Gardinali, - Jovem Pan
- Revelação - "Supertônica", com Arrigo Barnabé, - Cultura FM
- Humor - "Debate Boca", - Rádio Record AM
- Infantil - "Ciranda da Criança", - Rádio América

Votaram: Marco Antonio Ribeiro, Miriam Ramos, Silvio Di Nardo e Tobias Jung.

## 2003
- Programa de Humor - "Na Geral", com Beto Hora, Lélio Texeira e José Paulo da Glória - Rádio Bandeirantes
- Comentarista - Gilberto Dimenstein - CBN
- Programação Jornalística - Rádio Bandeirantes
- Ação Social - Campanha "Jovem Pan Pela Vida Contra as Drogas", com Izilda Alves
- Jornalista Esportivo - Juca Kfouri, - CBN
- Âncora - José Paulo de Andrade, - Rádio Bandeirantes
- Variedades - "São Paulo de Todos os Tempos", com Geraldo Nunes - Rádio Eldorado

Votaram: José Paulo Lanyi, Mirian Ramos, Marco Antonio Ribeiro, Pedro Vaz, Silvio Di Nardo, Eduardo Ribeiro, Tobias Jung.

## 2002
- Variedades - "No Mundo da Bola", com Flávio Prado - Jovem Pan
- Cultura - "Letra e Música", com Pasquale Cipro Neto - Rádio Cultura
- Jornalismo - Bandeirantes AM
- Esportivo - Bandeirantes AM
- Âncora/ Comunicador - Heródoto Barbeiro - Rádio CBN
- Ação Social - Rádio Heliópolis, pela promoção da cidadania
- Destaque - Rádio USP FM, pela criação da Rede Universitária de Rádio

Votaram: Fernanda Teixeira, Pedro Serico Vaz Filho e Silvio Di Nardo.

## 2001
- Musical - Nova Brasil FM
- Variedades - Marilu Cabañas - Reportagens Rádio Cultura
- Cultura - "De Palavra em Palavra" - Rádio Eldorado
- Jornalismo - Eldorado AM
- Esportivo - Rádio Bandeirantes
- Âncora/ Comunicador - Miguel Dias - Rádio Globo São Paulo
- Destaque - "De Olho no Mundo" - Eldorado AM/BBC de Londres

Votaram: José Paulo Lanyi, Pedro Serico Vaz Filho e Silvio Di Nardo.

## 2000
- Apresentadora – Patrícia Palumbo , por Vozes do Brasil e Hora do Rush, na Rádio Eldorado FM
- Variedades – "Espaço Informal", da Eldorado AM
- Jornalismo - Rádio Bandeirantes
- Esportes – Rádio Globo São Paulo
- Programação musical – USP FM
- Destaque – NovaBrasil FM
- Iniciativa cultural – "Procura Radioator", da Cultura FM, em parceria com o Senac, pelas adaptações de contos de Machado de Assis

Votaram: Fernanda Teixeira, José Paulo Lanyi e Silvio Di Nardo.

## 1999
- Jornalismo - Eldorado AM
- Esportes - Jovem Pan
- Música - Estúdio 1200 (Rádio Cultura)
- Comunicador - Heródoto Barbeiro (CBN)
- Destaque - Especial Duke Ellington, no Jazz In Concert (Cultura FM)
- Variedades - Sintonia, com Cláudia Barcelos (CBN)
- Arquivo - Memória, com Milton Parron (USP FM)

Votaram: Eduardo Lima, Fernanda Teixeira, José Paulo Lanyi e Silvio Di Nardo.

## 1998
- Jornalismo - CBN
- Esportes - Rádio Globo
- Música Brasileira - Vozes do Brasil, com Patrícia Palumbo (Musical FM)
- Iniciativa - Operação Rock Trânsito (89 FM) e Eldorado FM (Espaço à Aventura)
- Música Pop - Nativa FM
- Destaque - Apolo FM
- Comunicador - Vinícius França (Bandeirantes AM)
- Jornalismo Juvenil - Brasil 2000 FM
- Música clássica - Cultura FM

Votaram: Arleyde Caldi, Leão Lobo, Paulo Anshowinhas e Silvio Di Nardo.

## 1997
- Programação - Eldorado FM
- Jornalismo - Bandeirantes AM
- Iniciativa - Rede Jovem Pan Sat (Jovem Pan)
- Música ao vivo - Estúdio ao Vivo (Transamérica FM)
- Âncora - Miguel Dias, por Notícia na Manhã (CBN)
- Música Popular - Rádio Musical FM
- Esporte - Rádio Globo
- Conhecimentos Gerais - Pressão Total (89 FM)

Votaram: Fernanda Teixeira, Paulo Anshowinhas e Silvio Di Nardo.

## 1996
- Jornalismo - CBN
- Cobertura - Bandeirantes
- Esportes - Rádio Globo
- Alternativa - Brasil 2000 FM
- Música Popular - Transcontinental FM

Votaram: Emerson Gasperin, Paulo Anshowinhas e Silvio Di Nardo.

## 1995
- Musical - Estúdio Ao Vivo (Transamérica FM)
- Variedades - Eldorado FM
- Cultura Geral - Cultura AM
- Jornalismo - CBN
- Esportivo - Rádio Globo
- Humorístico - Sobrinhos do Athaíde (89 FM)
- Grêmio Especial da Crítica - Osmar Santos (Rádio Globo)

Votaram: Paulo Anshowinhas, Ricardo Alexandre e Silvio Di Nardo.

## 1993
- Musical - Especial Vinícius de Moraes (Cultura AM)
- Variedades - Espaço Informal (Eldorado AM)
- Jornalismo - CBN
- Esportivo - Rádio Globo
- Emissora - Rádio Musical FM

Votaram: Cristina Padiglione, Fátima Cardeal, Leão Lobo, Leila Reis e Silvio di Nardo.

## 1992
- Grande Prêmio da Crítica - Especial Elis Regina (Cultura AM)
- Musical - Especial MPB (Eldorado FM)
- Variedades - Espaço Informal (Eldorado AM)
- Cultura Geral - Certas Palavras (CBN)
- Esportivo - Bandeirantes AM
- Jornalismo - CBN

Votaram: Fátima Cardeal, Leão Lobo, Leila Reis, Mário Rocha e Silvio Di Nardo

## 1991
- Musical AM - Os Dois Lados do Disco (Cultura AM)
- Musical FM - Jazz Improviso, com Carlos Conde (Cultura FM)
- Variedades AM - Notícia na Manhã, com Miguel Dias (CBN)
- Variedades FM - Memória, com Milton Parron (USP FM)
- Cultura Geral - Certas Palavras (CBN)
- Jornalismo - Eldorado AM
- Esportivo - Rádio Globo

Votaram: Leão Lobo, Leila Reis, Liba Frydman, Manuel Carlos Chaparro, Mário Rocha, Silvio Di Nardo e Sonia Abrão.

## 1990
- Grande Prêmio da Crítica - Bandeirantes AM, pela cobertura das Eleições
- Musical - O Samba Pede Passagem (USP FM)
- Melhor programa em AM - Show do Paulo Lopes (Rádio Globo)
- Melhor AM - Eldorado AM
- Jornalismo - Jornal Eldorado (Eldorado AM)
- Esportivo - Escrete do Rádio (Bandeirantes AM)
- Emissora FM - Bandeirantes FM
- Agitação cultural - Jorge Damião (Manchete FM)
- Melhor programa FM - A Hora do Ronco (Bandeirantes FM)

Votaram: Leão Lobo, Leila Reis, Liba Frydman, Rivaldo Freitas, Silvio Di Nardo e Sônia Abrão.

## 1989
- Grande Prêmio da Crítica - Jovem Pan (Cobertura do resgate de Abílio Diniz)
- Musical - Emoções (Jovem Pan)
- Variedades - Show da Manhã (Jovem Pan)
- Cultura Geral - Certas Palavras (Rádio Eldorado)
- Jornalismo - Bandeirantes AM
- Esportivo - Terceiro Tempo (Jovem Pan)
- Emissora FM - Musical FM
- Radialista - Paulo Lopes (Rádio Globo)
- Especial - Ciranda Da Cidade (Bandeirantes AM)
- Feminino - Papo Sério, com Sonia Abrão (Rádio Capital)
- Locutor Esportivo - José Silvério (Jovem Pan)
- Locutora - Sandra Groth (Rádio Cidade)
- Locutor - Carlinhos Oliveira (Manchete FM)
- Comentarista Esportivo - Orlando Duarte (Jovem Pan)

Votaram: Clóvis Naconecy, Ismael Fernandes, Liba Frydman e Mauro Ramos.

## 1988
- Grande Prêmio da Crítica - Rádio Bandeirantes
- Musical AM - Jovem Pan
- Variedades - Show da Manhã (Jovem Pan)
- Cultura Geral - USP FM
- Jornalismo - Eldorado AM
- Esportivo - Esporte Emoção - Rádio Bandeirantes
- Emissora FM - Gazeta FM
- Feminino - Diário Mulher (Rádio Diário do Grande ABC AM)
- Musical / FM - Primeira Classe, com Monsieur Gilbert (Scalla FM)
- Humor - Programa Djalma Jorge (Jovem Pan FM)

Votaram: Mauro Ramos e Rivaldo Freitas

## 1987
- Grande Prêmio da Crítica - Jovem Pan
- Musical - Programa do Zuza (Jovem Pan)
- Variedades - Rádio Revista (Bandeirantes AM)
- Cultura Geral - Cultura AM
- Jornalismo - Jornal da Excelsior AM
- Esportivo - Terceiro Tempo (Jovem Pan)
- Emissora FM - Eldorado FM
- Revelação - Alpha FM
- Destaque - Grande ABC FM

Votaram: Mauro Ramos e Rivaldo Freitas.

## 1986
- Grande Prêmio da Crítica - Ferreira Netto (Excelsior AM)
- Musical - Walter Silva (Cultura AM)
- Variedades - Show da Manhã (Jovem Pan)
- Cultura Geral - (Cultura AM)
- Jornalismo - Primeira Hora (Bandeirantes AM)
- Esportivo - Terceiro Tempo (Jovem Pan)
- Emissora FM - Grande ABC FM
- Destaque - Nas Quebradas do Sertão, com Amorim Filho (Bandeirantes AM)

Votaram: Luiz Ernesto Machado Kawall, Mauro Ramos e Paolo Maranca.

## 1985
- Musical - Programa Zuza Homem de Mello (Jovem Pan)
- Variedades - Rádio Revista (Bandeirantes AM)
- Cultura Geral - Cultura AM (programação)
- Jornalismo - Bandeirantes AM
- Esportivo - Terceiro Tempo (Jovem Pan)
- Emissora FM - Grande ABC FM

Votaram: Ivan Gonçalves, Mauro Ramos e Paschoal XIII.

## 1984
- Grande Prêmio da Crítica - Cobertura das Diretas Já
- Musical - Música Popular, com Walter Silva (Cultura AM)
- Variedades - Show da Manhã (Jovem Pan)
- Cultura Geral - Eldorado AM
- Jornalismo - Acontece (Bandeirantes AM)
- Esportivo - Terceiro Tempo (Jovem Pan)

Votaram: Azeni Passos, Liba Frydman, Mauro Ramos e Silvio Di Nardo.

## 1983
- Grande Prêmio da Crítica - Central de Rádio, com Joaquim Mendonça (Jovem Pan)
- Variedades - Balancê (Excelsior AM)
- Cultura Geral - Eldorado AM
- Jornalismo - Ferreira Netto (Excelsior AM)
- Esportivo - Partido do Esporte (Excelsior AM)
- Emissora FM - Gazeta FM e Grande ABC FM
- Utilidade Pública - O Pulo do Gato (Bandeirantes AM)
- Homenagem Póstuma - Edson Leite

Votaram: Azeni Passos, Mauro Ramos e Silvio Di Nardo.

## 1982
- Grande Prêmio da Crítica - Eldorado AM, pela valorização da música brasileira
- Musical - Programa do Zuza (Jovem Pan)
- Variedades - Balancê (Excelsior AM)
- Cultura Geral - Certas Palavras (Excelsior AM) e Show de Rádio (Jovem Pan)
- Jornalismo - Jornal de Amanhã (Bandeirantes AM)
- Esportivo - Jornal de Esportes (Jovem Pan)
- Emissora FM - Gazeta FM
- Especial - Cultura AM
- Voto de pesar - transformação da programação de FM em vitrolão

Votaram: Azeni Passos, Liba Frydman, Mauro Ramos e Silvio Di Nardo.

## 1981
- Grande Prêmio da Crítica - Paulo Machado de Carvalho (Rádio Record)
- Musical - A Música no Tempo (Bandeirantes AM)
- Variedades - Balancê (Excelsior AM)
- Cultura Geral - Certas Palavras (Gazeta AM)
- Jornalismo - Perspectiva (Bandeirantes AM)
- Esportivo - Evidência (Bandeirantes AM)
- Humorístico - Show de Rádio (Jovem Pan)
- Emissora FM - Jovem Pan FM
- Especial - Programa do Zuza (Jovem Pan AM)

Votaram: Azeni Passos, Gabriel Priolli Neto, Liba Frydman, Mário Rocha e Mauro Ramos.

## 1980
- Grande Prêmio da Crítica - Henrique Domingues (Almirante)
- Musical - As Mais Mais (Bandeirantes AM) e Programa do Zuza (Jovem Pan)
  - Variedades - Programa Fausto Canova (Excelsior AM)
- Cultura Geral - Gente Muito Importante, com Luis Antonio Falanga (Cultura AM)
- Jornalismo - Ouça (Rádio Globo)
- Esportivo - Marcha dos Esportes (Bandeirantes AM) e Jornal de Esportes (Jovem Pan)
- Humor - Show de Rádio (Jovem Pan)
- Emissoras FM - Manchete FM e USP FM
- Especial do Júri - Prêmio Sanyo de Radialismo e Noticiário de Literatura (Show da Manhã, Álvaro Alves de Faria, Jovem Pan)

Votaram: Azeni Passos, Henrique Alves e Liba Frydman.